# Epang-Palast

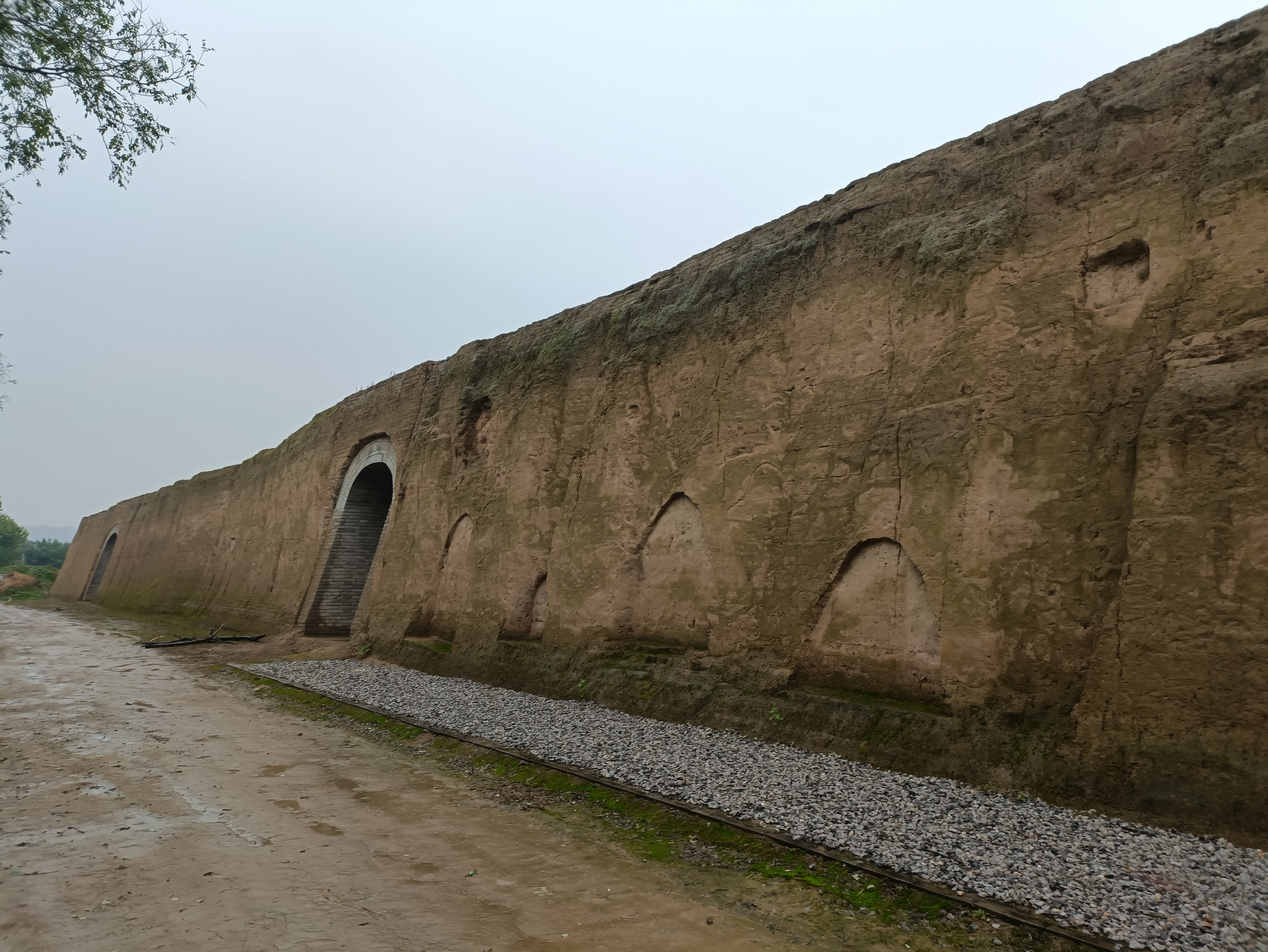
Westmauer

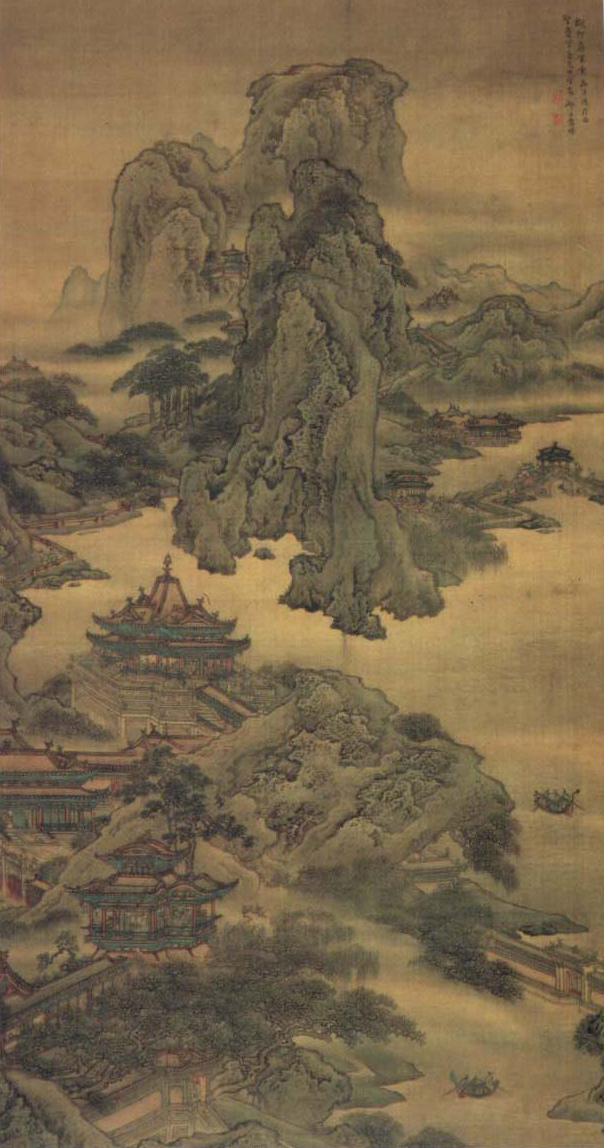
Yuan Yao (袁耀, Qing-Dynastie): Phantasiedarstellung des Epang-Palastes

Als Historische Stätte Epang-Palast (chinesisch 阿房宫遗址, Pinyin Ēpánggōng yízhǐ) werden die Überreste eines nie fertiggestellten Palastkomplexes der antiken Qin-Dynastie im Westen der Stadt Xi’an in der heutigen Provinz Shaanxi in der Volksrepublik China bezeichnet.
In der damaligen Hauptstadt Xianyang und dem Umland ließ der erste chinesische Kaiser und Einer des Reiches, Qin Shihuang, mehr als 300 Paläste an den Ufern des Wei He errichten. 212 v. Chr. begannen die Bauarbeiten am Epang-Palast. Bis zu Qin Shihuangs Tod zwei Jahre später war jedoch nach Erkenntnissen chinesischer Archäologen lediglich die Vorderhalle fertiggestellt. Im Shiji schrieb der Historiker Sima Qian, diese Halle sei von Ost nach West 500 Schritte lang und in Süd-Nord-Richtung 165 Meter breit gewesen. Unter Qin Shihuangs Sohn und Nachfolger Qin Er Shi wurde die Konstruktion mit zahlreichen mehrstöckigen Gebäuden und Pavillons fortgesetzt. Infolge der Bürgerkriege und Aufstände zum Ende der Qin-Dynastie nahm Xiang Yu die Stadt Xianyang ein und brannte den unfertigen Palast nieder. Du Mu, ein bekannter Dichter der Tang-Dynastie, hat den Palast detailliert in einem seiner Fus beschrieben. 
Das Shaanxi-Komitee für die Verwaltung kultureller Überreste und lokale Archäologen der Provinz führten 1956 am vermuteten Standort des Palastes Ausgrabungen durch. Dabei entdeckten sie südlich des Dorfes Epang ein Fundament aus gestampfter Erde – die so genannte „Himmelsplattform“ mit 310 Meter Umfang und einer Höhe von 20 Metern. Südwestlich des Dorfes fand man zudem ein offenbar künstlich geschaffenes, rechteckiges Plateau, bekannt als Meiwu-Bergrücken. Beide Areale decken zusammen eine Fläche von etwa 260.000 Quadratmetern ab und sind die deutlichsten Überreste des Palastes. Die Stätte ist seit 1961 in der Liste der Denkmäler der Volksrepublik China eingetragen (1-151).
1995 begann man, den Palast wieder aufzubauen. Fünf Jahre später wurde er 2000 als Sehenswürdigkeit innerhalb eines 275 Hektar großen Areals eröffnet. Die Kosten der Rekonstruktion beliefen sich auf umgerechnet 32 Millionen US-Dollar. Die majestätisch wirkenden Gebäude bildeten des Öfteren eine hübsche Filmkulisse. Aufgrund der schlechten touristischen Infrastruktur und der ungünstigen Lage in einem westlichen Vorort von Xi’an blieben die Besucherzahlen jedoch weit unter den Erwartungen. Im September 2014 wurde der Palast daher wieder abgerissen. An seiner Stelle soll ein archäologischer Park eingerichtet werden.